# Orthosia yeterufica
Orthosia yeterufica là một loài bướm đêm trong họ Noctuidae.